# 天龍ホールディングス
天龍ホールディングス株式会社（英: TENRYU HOLDINGS CO.,LTD.）は、岐阜県各務原市に本社を置く天龍グループの持株会社。
2009年10月1日より旧天龍工業より商号変更し現社名となる。

## グループ会社

### 事業会社
- 天龍工業株式会社（富山県・石川県）
- 天龍コンポジット株式会社（岐阜県）

### 関連会社
- 天龍建設株式会社（岐阜県）
- 長良運輸株式会社（岐阜県）
- 株式会社テンソー（栃木県）
- 株式会社ニューテンサン（岐阜県）

### 元関連会社
- 天龍エアロコンポーネント株式会社（岐阜県）
  - 2021年7月1日付で全株式を新明和工業株式会社へ売却

## 事業内容
- シート事業（天龍工業）：バス、車輌、船舶、システムキャンドル
- 化成・輸送機部品事業（天龍工業）：成形部品、真空成形部品、SMC成形部品、輸送機部品
- 航空機事業（天龍エアロコンポーネント）：部品加工、組立、航空機用座席
- コンポジット事業（天龍コンポジット）：FWP製品、FRP製品、太陽熱温水器
- 建築請負・緑化事業（天龍建設）：建築工事、保全、修繕、環境緑化事業
- 一般貨物事業（長良運輸）：運搬、車両整備、引越
- 輸送機部品関連事業（株式会社テンソー）：輸送機部品、板金、加工、組立
- その他事業（株式会社ニューテンサン）：設備メンテナンス、産業廃棄物処理業、医療用シート、特定派遣業

## 工場
- 富山工場（天龍工業）
- 旭丘工場（天龍工業）
- 川辺工場(天龍コンポジット）
- 各務原工場（天龍エアロコンポーネント）
- 三ツ池工場（株式会社ニューテンサン）